# Litoria havina
Litoria havina är en groddjursart som beskrevs av Menzies 1993. Litoria havina ingår i släktet Litoria och familjen lövgrodor. IUCN kategoriserar arten globalt som livskraftig. Inga underarter finns listade i Catalogue of Life.